# リリカル忍伝すっぱだもん!
『リリカル忍伝すっぱだもん!』（リリカルにんでんすっぱだもん!）は、柏木志保による日本の漫画作品。

## 概要
『なかよし』（講談社）の2007年6月号・9月号・2008年1月号・2月号（前後編構成）に掲載された。単行本はKCなかよし（こちらも講談社）から全1巻。
いわゆる、「魔法少女もの」と「バトルヒロインもの」と「忍者もの」とを足して3で割った内容となっている。

## あらすじ
花之木梅は、中学2年・13歳。人気アイドル・如月伊吹の大ファン。ある日、家に帰ると、祖母から変わったものを渡された。それは「リリカルバトン」と言い、これを天にかざすと忍者になることができるというものだった。半ば押し付けられた格好で梅がそれを使ってみたところ、本当に忍者に変身してしまい、身体能力もかなり上がっていた。そのことで思わず調子に乗ってしまった梅だったが……。
芸能界パニック!編　
梅と同じクラスに転入してきたWEEKの2人。だが、昼食も、移動教室も、掃除もいつも一緒になり、帰りまで送ってくれる。その後、ひとつ屋根の下で暮らすことになった。そして梅は、WEEKの2人の仕事場で、迷子になった優牙に遭遇する。しかし2人は優牙のことを「敵の素っ破」と言い出して……。

## 登場人物
花之木 梅（はなのき うめ）
本作品の主人公で素ッ破（忍者）の末裔。伝説の巻物「リリカルバトン」の持ち主。伊吹の大ファン。
蘭丸（らんまる）
梅の飼い犬。しかし実は素ッ破の忍犬。梅の天然ボケに対してツッコミを入れる。
ばーちゃん
梅の祖母。名称不明。素ッ破の伝承者。
如月 伊吹（きさらぎ いぶき）
アイドルコンビWEEKの一人。梅が憧れている男性だが、実は素ッ破を守る徒雲（あだぐも）。優しい性格だが、理人いわく「猫かぶってんじゃないの?」とのこと。
黒野 理人（くろの りひと）
アイドルコンビWEEKの一人。彼もまた徒雲（あだぐも）である。やや毒舌気味。梅のプロポーションの悪さを指摘しては彼女の怒りを買っている。
優牙（ゆうが）
アイドルで、忍学=忍術学校での伊吹と理人の後輩。「リリカルバトン」を狙う忍（しのび）の亡霊に取り憑かれ、梅たちを襲う。正気に戻った後は、梅の徒雲になると言い出したが、伊吹と理人には「おまえなんかいらねーよ」と言われた。本名は不明。